# Єлизаветівська сільська рада (Мар'їнський район)
| Єлизаветівська сільська рада — колишній орган місцевого самоврядування у Мар'їнському районі Донецької області з адміністративним центром у с. Єлизаветівка. Сільській раді були підпорядковані населені пункти: - с. Єлизаветівка - с. Іллінка - с. Романівка |

## Склад ради
Рада складалася з 16 депутатів та голови.

## Керівний склад сільської ради
| ПІБ                               | Основні відомості                                                         | Дата обрання | Дата звільнення |
| --------------------------------- | ------------------------------------------------------------------------- | ------------ | --------------- |
| Костенко Валентина Борисівна      | Сільський голова, 1961 року народження, освіта, позапартійна              | 26.03.2006   | 31.10.2010      |
| Чередніченко Леонід Володимирович | Сільський голова, 1953 року народження, освіта вища, член Партії регіонів | 31.10.2010   |                 |

Примітка: таблиця складена за даними джерела